# Rødekro
Rødekro anhörenⓘ (dt.: Rothenkrug) ist eine dänische Kleinstadt mit 5972 Einwohnern in der Aabenraa Kommune, Region Syddanmark. 

## Verkehr
Die Stadt liegt an der Europastraße 45, die Primärroute 24 führt von Aabenraa nach Esbjerg.
Am Bahnhof halten die Züge der Bahnstrecke Flensburg–Fredericia, auch Eurocity- und Intercity-Züge, die unter anderem direkte Verbindungen mit Aarhus, Kopenhagen und Hamburg gewährleisten. Die Nebenbahn nach Bredebro und Løgumkloster verschwand schon 1936, die Nebenstrecke nach Aabenraa wurde 1971 für den Personenverkehr eingestellt und darf seit 2004 nicht mehr befahren werden. Rødekro fungiert als Station für ein weites Umland einschließlich der 21.000-Einwohner-Stadt Aabenraa.
Die Busanbindung ist überdurchschnittlich gut. Am Bahnhof hält der Expressbus Esbjerg-Sønderborg. Die Buslinien von Aabenraa nach Løgumkloster, Skærbæk, Rømø und Ripen führen alle über Rødekro und werden durch eine Pendellinie zwischen Bahnhof und Aabenraa verstärkt.

## Kultur
Die Kommunalbibliothek Aabenraa unterhält hier eine Zweigbücherei. 

## Geschichte
Das Radgrab von Hjordkær wurde nach Rødekro verlegt. Der Name des Ortes rührt von einem Wirtshaus (Roter Krug) her, wo zeitweise das Gericht der Riesharde abgehalten wurde. Der Ort Rødekro entstand jedoch erst, nachdem 1864 die Eisenbahn von Flensburg nach Fredericia fertiggestellt und 1869 eine Stichbahn in die sechs Kilometer entfernte Hafenstadt Aabenraa gebaut wurde. Vor allem auf Kosten der letzteren entwickelte sich Rødekro zu einem klassischen Bahnhofsort. Im 20. Jahrhundert wuchs die Bedeutung, zumal immer mehr Verkehr auf die Straße verlegt wurde und sich zahlreiche Betriebe im preiswerten und leicht zugänglichen Areal des Ortes niederließen. Verstärkt wurde diese Funktion durch den Bau der E 45, die den Ort noch stärker zum Verkehrsknotenpunkt machte.
Eine eigenständige Gemeinde bildete Rødekro jedoch noch nicht. Von 1871 bis 1920 war die Siedlung auf die Landgemeinden Lunderup und Brunde aufgeteilt. Nachdem diese 1920 zur Landgemeinde Rise vereinigt worden waren, wuchs der Ort weiter und überschritt teilweise die Grenze zum Nachbarkirchspiel Hjordkær. Erst die Kommunalreform 1970 brachte Rødekro einheitliche Verwaltungsstrukturen. Der Ort war das wirtschaftliche Zentrum der neuen, aus fünf Landgemeinden gebildeten Rødekro Kommune.
2007 vereinigten sich die Kommunen Rødekro, Lundtoft, Bov, Tinglev und Aabenraa zur neuen Kommune Aabenraa. Die traditionsreiche Hafenstadt bildet nun das Zentrum der Kommune; zur ersten Bürgermeisterin wurde allerdings 2005 die Rødekroer Bürgermeisterin Tove Larsen (Sozialdemokraten) gewählt.

## Söhne und Töchter
- Maja Alm (* 1988), Orientierungsläuferin
- Sophie Gräfin von Brockdorff (1848–1906), Theosophin